# The Judge
The Judge is een Amerikaanse film uit 2014 onder regie van David Dobkin. De film ging in première op 4 september op het Internationaal filmfestival van Toronto en had zijn Belgische avant-première op het Film Fest Gent 2014.

## Verhaal
Hank Palmer (Robert Downey, Jr.) is een gerenommeerd advocaat in Chicago die terugkeert naar zijn geboortedorp omdat zijn vader, rechter Joseph Palmer (Robert Duvall) verdacht wordt van moord. Hoewel hij totaal vervreemd is van zijn vader en zijn familie, besluit hij toch zijn vader te verdedigen in de rechtbank en de waarheid uit te zoeken.

## Rolverdeling
| Acteur             | Personage       |
| ------------------ | --------------- |
| Robert Downey jr.  | Hank Palmer     |
| Robert Duvall      | Joseph Palmer   |
| Vera Farmiga       | Samantha Powell |
| Vincent D'Onofrio  | Glen Palmer     |
| Jeremy Strong      | Dale Palmer     |
| Billy Bob Thornton | Dwight Dickham  |
| Sarah Lancaster    | Lisa Palmer     |
| David Krumholtz    | Mike Kattan     |
| Ken Howard         | Rechter Warren  |
| Leighton Meester   | Carla Powell    |
| Dax Shepard        | C.P. Kennedy    |
| Denis O'Hare       | Doc Morris      |
| Frank Ridley       | Juryvoorzitter  |

## Productie
Het origineel verhaal werd geschreven in maart 2011 door Nick Schenk, herschreven door David Seidler in april 2013 en nogmaals herwerkt door Bil Dubuque. Het filmen begon op 31 mei 2013 in Shelburne Falls (Massachusetts). De film ontving gemengde kritieken.